# Thorbjörn Ottoson
Bengt Patrik Thorbjörn Ottoson, född den 6 september 1924 i Katrineholm, död den 27 november 2001 i Danderyds församling, var en svensk militär.
Ottoson avlade studentexamen 1945. Han blev fänrik vid Kustartilleriet 1949, löjtnant där 1951 och kapten där 1961. Ottoson var taktiklärare vid Sjökrigsskolan 1961–1965 och chef för Kustjägarskolan 1966–1969. Han tjänstgjorde vid försvarsstaben 1969–1974 och vid Kustartilleriets skjutskola 1974–1980 (som chef 1976–1980). Ottoson blev chef för Göteborgs kustartilleriförsvar, befälhavare i Göteborgs och Bohus försvarsområde och kommendant i Göteborg 1980. Han var ställföreträdande chef för Västkustens militärkommando 1981–1983 och chef där 1983–1984. Ottoson befordrades till major 1966, till överstelöjtnant 1969, till överste 1976 och till överste av första graden 1980. Han övergick till Kustartilleriets reserv 1984. Ottoson invaldes som ledamot av Örlogsmannasällskapet 1976. Han blev riddare av Svärdsorden 1967. Ottoson vilar i minneslund på Galärvarvskyrkogården.